# Обединени евангелски църкви
Обединени евангелски църкви е сдружение, което обединява 14 основни евангелистки протестантски деноминации в България. Първоначално ОЕЦ е създаден през 1909 година от три деноминации: Евангелска методистка епископална църква в България, Съюз на евангелските съборни църкви и Съюз на евангелските баптистки църкви. През 1932 г. към ОЕЦ се присъединява и Съюза на евангелските петдесятни църкви. През 1949 година Евангелският алианс е закрит от тоталитарния комунистически режим. След политическите промени в страната през 1993 година ОЕЦ възобновява своята дейност, като към него се приобщават и други новосъздадени евангелски деноминации. В страната ОЕЦ е член на Националния съвет на религиозните общности в България (НСРОБ), а на международно ниво е част от Европейския евангелски алианс (EEA) и Световния евангелски алианс (WEA).
В Обединени евангелски църкви членуват 13 деноминации, главно конгрешански, методистки, баптистки и петдесятни, споделящи много близки доктринални позиции:
- Съюз на евангелските съборни църкви
- Евангелска методистка епископална църква в България
- Съюз на евангелските баптистки църкви
- Съюз на евангелските петдесятни църкви в България
- Българска Божия църква
- Българска евангелска църква „Блага вест“
- Христова евангелска църква „Шалом“
- Християнска църква „Сион“
- Българска църква на Назарянина
- Българска свободна църква
- Божия църква в България
- Християнска църква Месия
- Общност на евангелските църкви на вяра